# 朱利安·卡斯特羅
朱利安·卡斯特羅 （英語：Julián Castro，/ˌhuːliˈɑːn/ HOO-lee-AHN；西班牙語發音：[xuˈljan]；1974年9月16日—），是一位美國政治家，民主黨籍，他在歐巴馬政府擔任內閣成員時是最年輕的閣員，於2014年至2017年期間擔任美國住房與城市發展部長。在2016年總統競選期間，有人提到卡斯特羅可能成為希拉里·柯林頓的潛在競選夥伴。。此外，他還是德州聯邦眾議員華金·卡斯特羅的雙胞胎兄弟。